# Tandemantrieb

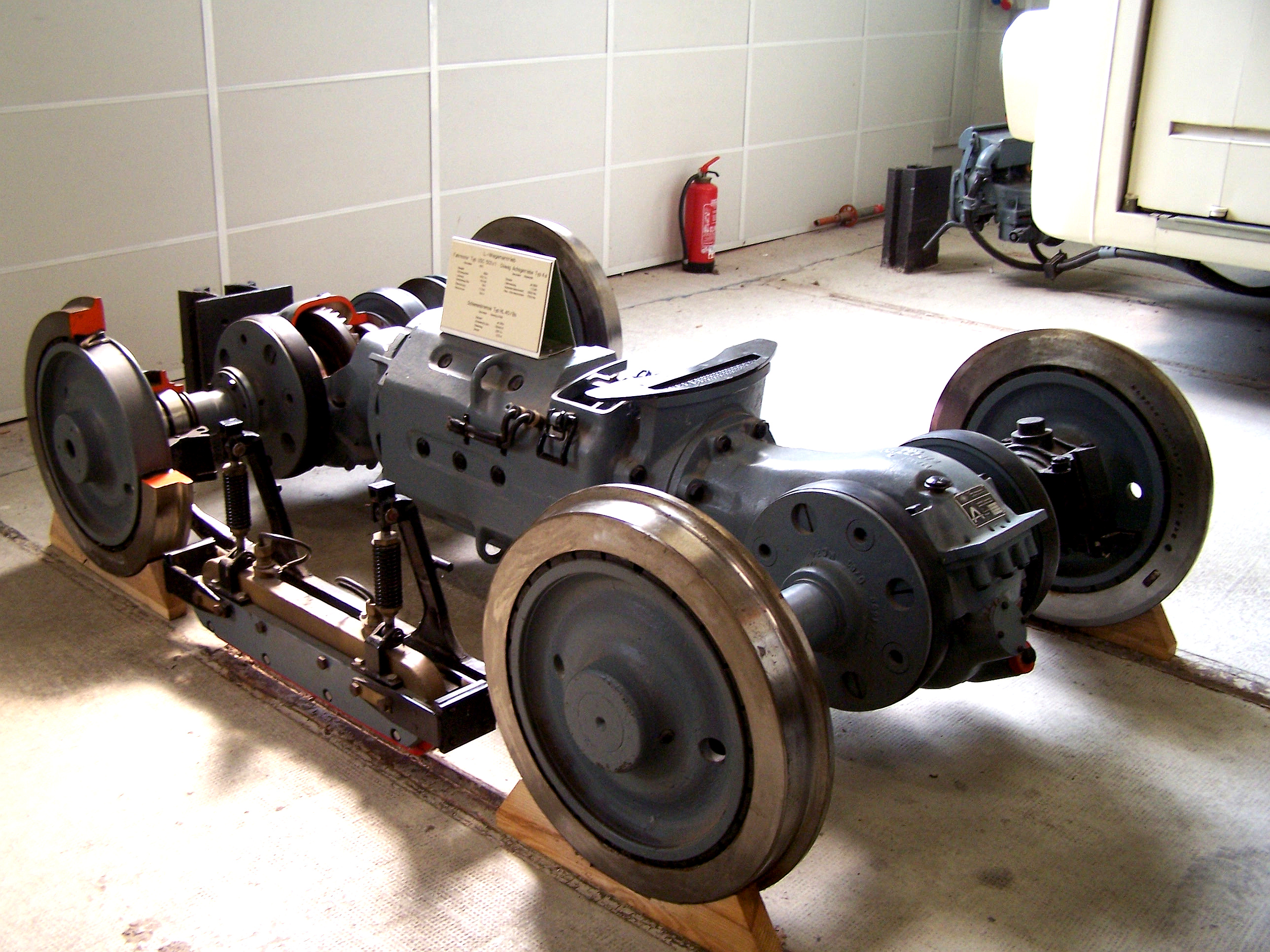
Tandemantrieb eines Düwag-Großraumtriebwagens des Typs L der Straßenbahn Frankfurt am Main. Der Drehgestellrahmen fehlt.

Der Tandemantrieb, auch Düwag-Monomotorantrieb, Längsmotorantrieb, Zweiachslängsantrieb oder Tandemfahrgestell genannt, ist eine besondere Motorenanordnung im Drehgestell, insbesondere von Straßenbahn- und U-Bahn-Triebwagen. Die Technik wurde durch die Duewag (Düsseldorfer Waggonfabrik) in Düsseldorf entwickelt und konnte 1952 geliefert werden. Ab 1954 war es bei fast allen neuen Straßenbahnfahrzeugen eingesetzt.

## Geschichte und Technik
Bis um 1950 war der Tatzlagerantrieb die meistverbreitete Antriebsart bei Straßenbahnfahrzeugen. Für jede angetriebene Achse war dabei ein eigener Fahrmotor erforderlich. Bei den vierachsigen Großraumwagen mit Drehgestellen waren daher zwei Antriebe je Drehgestell und damit vier Motoren insgesamt erforderlich, was solche Fahrzeuge vergleichsweise teuer machte. Zusätzlich neigt der jeweils vorauslaufende Radsatz durch die dynamische Achsentlastung zum Schleudern. Bis in die 1920er Jahre verwendeten die Fahrzeughersteller daher bevorzugt preiswertere Maximumdrehgestelle, bei denen nur eine Achse angetrieben wurde, dennoch aber mehr als 50 % der Reibungsmasse des Fahrzeugs zur Verfügung standen. Deren Hauptnachteile sind jedoch die im Vergleich zu Drehgestellen der Regelbauart schlechteren Laufeigenschaften und die Entgleisungsneigung des vorauslaufenden, geringbelasteten Laufradsatzes.
Erste Entwicklungen in Richtung des späteren Tandemantriebs wurden von der DÜWAG und Brown-Boveri bereits in den 1930er Jahren angestellt, Ergebnis war das sog. Simplex-Drehgestell. Nach dem Zweiten Weltkrieg entwickelte das Unternehmen Düwag daraus den sogenannten Tandemantrieb, bei dem durch einen Motor beide Achsen des Drehgestells angetrieben werden. Der Motor ist dabei im Drehgestell in Längsrichtung angeordnet und stützt sich elastisch über Hohlwellen auf beide Achsen des Drehgestells ab. Auf beiden Hohlwellen sitzen Winkelgetriebe, über die sie gleichmäßig angetrieben werden. Vorteil ist, dass damit lediglich ein Motor erforderlich ist, aber beide Achsen angetrieben werden können. Durch die elastische Abstützung der Hohlwellen sind Tandemantriebe im Gegensatz zur Tatzlageranordnung vollständig abgefedert. Gegenüber früheren Straßenbahnfahrzeugen besitzen die mit dem Tandemantrieb ausgestatteten Fahrzeuge von Duewag eine wesentlich bessere Beschleunigung. Reduziert wurden durch den gekuppelten Antrieb beider Achsen auch die Schleuderneigung, beim Einzelachsantrieb gerade bei Straßenbahntriebwagen durch wechselnde Gleiszustände, beispielsweise im Flachrillenbereich bei Weichen und Kreuzungen ein öfter auftretendes Problem. Nachteil ist, dass der Tandemantrieb wie jeder Gruppenantrieb auf eine möglichst gleichmäßige Abnutzung der Radreifen und gute Pflege und Instandhaltung der Gleise angewiesen ist.

## Einsatz
Ab 1954 stattete die Firma ihre Duewag-Großraumwagen, die seit 1951 zunächst noch mit herkömmlichen Drehgestellen ausgeliefert worden waren, mit dem neuen Antrieb aus. Auch die ab 1956 folgenden Duewag-Gelenkwagen erhielten den Tandemantrieb. Nur wenige Betriebe wie beispielsweise die Vestischen Straßenbahnen oder die Straßenbahn Kiel bestellten Duewag-Großraum- und Gelenktriebwagen mit anderen Antrieben, beispielsweise Tatzlagermotoren oder dem Sécheron-Lamellenantrieb. In neueren Fahrzeugtypen wie dem Typ Mannheim, Stadtbahnwagen Typ B oder dem Stadtbahnwagen Typ M/N wurde der Tandemantrieb ebenfalls eingesetzt. 

## Lizenzbauten

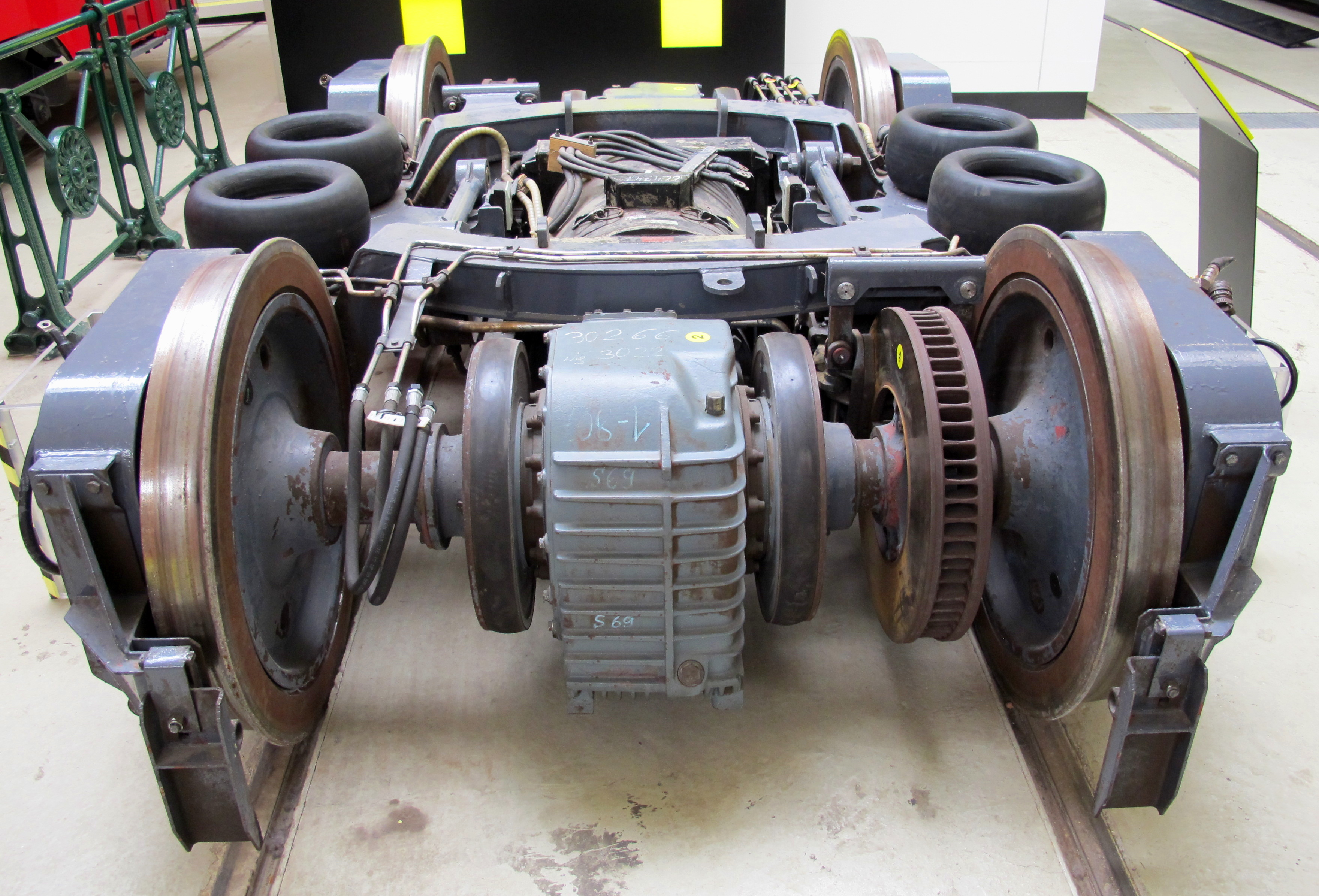
Drehgestell eines Triebwagens des Typs U der U-Bahn Wien mit Tandemantrieb, ausgestellt im Wiener Verkehrsmuseum Remise.

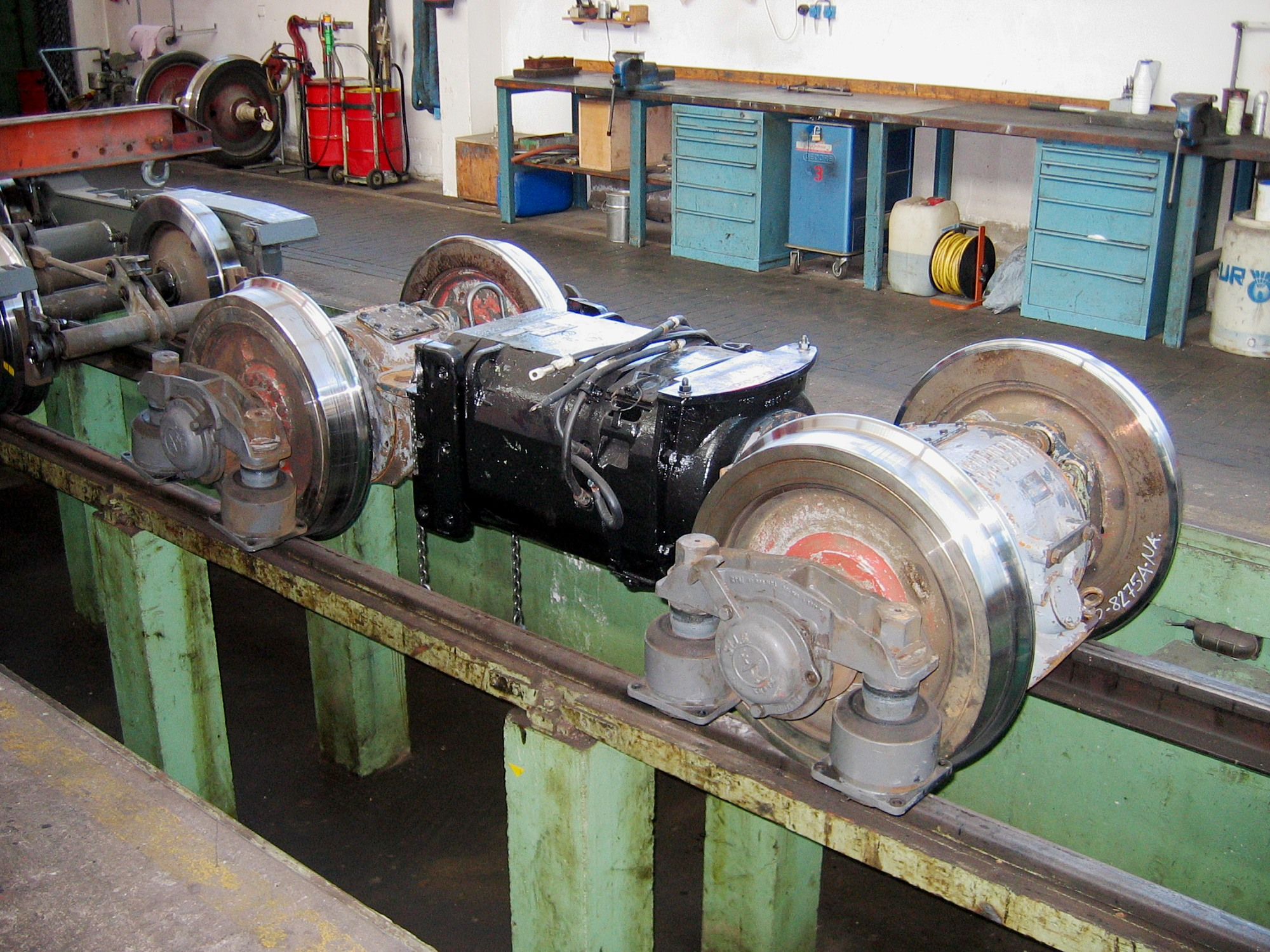
Tandemantrieb eines StLB-Triebwagens für 760 mm Spurweite.

In Lizenz verwendeten auch andere Hersteller den Antrieb, so etwa MAN bei den MAN T4 der Nürnberger Straßenbahn. Die österreichische Schienenfahrzeugproduzenten Lohner und Simmering-Graz-Pauker (SGP), heute Siemens Mobility, verwendeten den Tandenantrieb bei allen für Österreich gebauten Straßenbahntriebwagen nach Duewag-Lizenz. Zum Einsatz kam er bei den Baureihen C1, E, E1, E2 der Wiener Straßenbahn, der Reihe E6 der Wiener Stadtbahn und den Triebwagen Reihe 100 der Wiener Lokalbahn. Auch wurden die für die Straßenbahnbetriebe in Linz, Gmunden, Innsbruck und Graz von Lohner und SGP gebauten Triebwagen mit diesem Antrieb ausgestattet. Doch nicht nur reine Straßenbahnfahrzeuge wurden gebaut, sondern auch die Triebwagen der Salzburger Lokalbahn (ähnlich Typ U3 Frankfurt) und sogar die Wiener U-Bahntriebwagen Type U mit Tandemantrieb ausgestattet. 
Besonders erwähnenswert sind auch die von den Steiermärkischen Landesbahnen und der Wiener Firma Franz Knotz KG entwickelten dieselelektrischen Schmalspurtriebwagen VT 31–35 für die bosnische Spurweite von 760 mm, welche viele Elemente aus dem Straßenbahnbau übernahmen und ebenfalls mit Tandemantrieb ausgestattet wurden. Die ÖBB bestellten diesen Triebwagen als Reihe 5090, die Zillertalbahn kaufte im Aussehen ähnliche Fahrzeuge. 
Der australische Schienenfahrzeughersteller Commonwealth Engineering (Comeng) aus Dandenong baute ab 1979 in die Vierachser der Reihe Z3 der Melbourner Straßenbahn Düwag-Tandemantriebe ein. Die Wagen der späteren Reihen A1, A2, B1 und B2 wurden ebenfalls mit Tandemantrieben ausgerüstet.

## Heutige Situation
Bei vollständig niederflurigen Triebwagen wird dagegen oft auf Drehgestelle zugunsten anderer Laufwerkskonstruktionen verzichtet. Beispielsweise bei den Siemens Combino werden vergleichbare Antriebe eingesetzt, allerdings liegen sie auf beiden Seiten des Laufgestelles und treiben jeweils die Losräder einer Seite an. Niederflurwagen mit teilweise hochfluriger Ausführung und darunter liegenden Drehgestellen wie etwa der NGT6C besitzen dagegen teilweise ebenfalls einen klassischen Tandemantrieb.